# Aruöarna

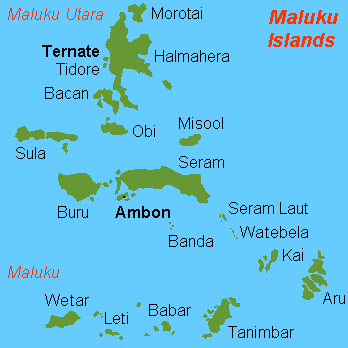
översiktskarta

Aruöarna (indonesiska Kepulauan Aru, tidigare Aroe Eilanden) är en ögrupp i Malukuprovinsen i Indonesien i västra Stilla havet.

## Geografi
Aruöarna är en del i Moluckerna och ligger cirka 2 400 km nordöst om Djakarta i Arafurahavet cirka 400 km sydöst om huvudön Ambon och cirka 150 km söder om Nya Guinea. De geografiska koordinaterna är 6°10′ S och 134°30′ Ö.
Ögruppen är av vulkaniskt ursprung och har en area om cirka 8 562 km² och täcker ett cirka 180 km långt och cirka 80 km brett område. De större öarna i området skiljs endast åt av smala sund. Ögruppen omfattar cirka 85 öar och öarna täcks till stora delar av tropisk regnskog.
De större öarna är
- Baun, sydöst om huvudön, cirka 350 km²
- Koba, sydöst om huvudön, cirka 386 km²
- Kola, nordöst om huvudön, cirka 270 km²
- Wamar, huvudön, i områdets västra del, cirka 180 km²
- Tanahbesar, även Wokam, öster om huvudön, cirka 1 604 km²
- Kobroor, sydöst om huvudön, cirka 1 723 km²
- Maikoor, söder om huvudön, cirka 398 km²
- Trangan, söder om huvudön, den största ön, cirka 2 149 km²
- Penambula, sydöst om huvudön, cirka 125 km²
- Workai, sydöst om huvudön, cirka 152 km²

Aruöarna har cirka 63 000 invånare och högsta höjden är på cirka 240 m ö.h. Huvudorten heter Dobo och ligger på huvudöns norra del.
Förvaltningsmässigt utgör ögruppen "kabupaten" (distrikt) Kepulauan Aru.
Ögruppen har en flygplats Dobo (flygplatskod "DOB") för lokalflyg.

## Historia
Aruöarna beboddes troligen av melanesier redan cirka 1500 f Kr. De första Holländare anlände 1606 och 1623 övertogs området av Vereenigde Oostindische Compagnie (Holländska Ostindiska Kompaniet) som började anlägga odlingar.
Nederländerna behöll kontrollen över ögruppen, förutom en kort tid under andra världskriget då området 1942 ockuperades av Japan, fram till Indonesiens självständighet.
Efter Indonesiens självständighet 1949 växte missnöjet över centralstyret vilket den 25 april 1950 ledde till ett ensidigt utropande av Republik Maluku Selatan (Republiken Sydmoluckerna) från Ambon. Detta försök till självstyre slogs ned av indonesiska trupper på några veckor.
Ögruppen är en egen "kabupaten" (kommun) sedan 1998.